# Natalia Paszkowska
Natalia Paszkowska (ur. 1981 w Katowicach) – polska architektka.

## Życiorys
Ukończyła studia na Wydziale Architektury Politechniki Warszawskiej w 2008 r. Jej praca dyplomowa została wyróżniona w konkursach ogólnopolskim i warszawskim SARP. Od 2004 zdobywała doświadczenia w takich pracowniach jak: JEMS Architekci, Grupa 5 Architekci oraz Kuryłowicz & Associates. Współzałożycielka wraz z Marcinem Mostafą pracowni WWAA (2007). Tutor na warsztatach OSSA, od 2010 związana z WAPW.
W pracowni projektowej WWAA współpracuje z Wojciechem Kakowskim i Marcinem Mostafą, z którymi jest współautorką projektu Pawilonu Polskiego na EXPO 2010 w Szanghaju (2007) i Służewskiego Domu Kultury w Warszawie (WWAA Architekci wraz z pracownią 137kilo, 2008).